# American Legion Memorial Park (Washington)
Der American Legion Memorial Park (auch bekannt als Memorial Park) ist eine 1,6 Hektar große Grünanlage in Everett im Snohomish County im US-Bundesstaat Washington. Er befindet sich auf 145 Alverson Boulevard im Norden der städtischen Landzunge mit Blick auf die Bucht von Port Gardner. Im Park gibt es mehrere Tennisplätze, Baseballplätze, ein Spielplatz sowie etliche Picknickplätze.
Auf dem Gelände befindet sich auch das bekannte Arboretum Evergreen Arboretum and Gardens. Es ist täglich von 6 bis 20 Uhr geöffnet. Die Grünanlage gehört zum Campus der Western Washington University.